# Miravariabel
Miravariabler, efter stjärnan Mira, är en klass av pulserande variabla stjärnor som karaktäriseras av mycket röd färg, pulserande perioder längre än etthundra dygn och en skillnad i ljusstyrka på över 2,5 magnituder. De är röda jättar i de sista stegen av sin utveckling (den asymptotiska jättegrenen), som kommer att kasta ut sitt yttre hölje i rymden som en planetarisk nebulosa och bli en vit dvärg inom några miljoner år.
Miravariabler anses vara stjärnor med mindre än två solmassor, men de kan vara tvåtusen gånger ljusstarkare än solen på grund av den enormt uppblåsta storleken. De tros pulsera på grund av att hela stjärnan expanderar och drar sig samman. Detta skapar skillnader i temperatur och radie, bägge av vilka är faktorer för variationer av luminositeten. Perioden de pulserar med beror på massan och radien hos stjärnan. Tidiga modeller av Miravariabler antog att stjärnan förblev sfäriskt symmetrisk under den här processen (främst för att hålla datorsimuleringar enkla, snarare än av fysikaliska orsaker). En senare studie av Miravariabler fann att 75% av stjärnorna som kunde observeras inte var sfäriskt symmetriska, ett resultat som stämmer överens med tidigare observationer av Miravariabler, varför det nu finns önskemål om att använda superdatorer för att göra realistiska tredimensionella simuleringar av stjärnorna.
Även om många Miravariabler delar likheter vad gäller uppträdande och struktur är de en heterogen klass variabler beroende på skillnader i ålder, massa och kemisk sammansättning. Till exempel har många av dem, till exempel R Leporis ett spektrum som domineras av kol, vilket antyder att materia från kärnan har transporterats upp till ytan. Denna materia bildar ofta stofthöljen runt stjärnan vilket också bidrar till periodiska skillnader i ljusstyrka. 
En liten andel Miravariabler tycks pulsera med en varierande period som kan öka eller minska nämnvärt (upp till en faktor av 3) under en period av ett flera årtionden upp till ett par århundraden. Detta tros bero på termiska pulser som i sin tur beror på att helium nära stjärnan tillfälligt hettas upp tillräckligt för att genomgå fusion. Detta ändrar strukturen av stjärnan vilket visar sig som en förändring av perioden. Detta förutspås hända hos alla Miravariabler, men eftersom de termiska pulserna har en relativt kort varaktighet på ett par tusen år medan livstiden hos en stjärna i det här stadiet är ett par miljoner år, betyder det att vi endast kan se detta hos ett fåtal av de flera tusen Miravariabler man känner till. En av dessa stjärnor tros vara R Hydrae. Men de flesta Miravariabler uppvisar små förändringar av perioden från cykel till cykel vilket troligen beror på stjärnornas icke-sfäriska symmetri.
Miravariabler är populära hos amatörastronomer som är intresserade av variabla stjärnor på grund av deras dramatiska skillnader i ljusstyrka. Vissa av dessa variabler (inklusive Mira själv) har noggrant studerats under mer än ett århundrade.

## Läs mera
- Mira
- Variabel stjärna